# 클럽 활동
클럽 활동( - 活動) 또는 과외 활동(課外活動, 영어: extracurricular activity, ECA, extra academic activity, EAA)은 공통의 취미나 관심사를 가진 동료가 모인 단체에서 하는 활동을 의미한다. 학교 교육적인 측면에서는 특별 활동으로 분류되어, 학교 등에서 행해지는 활동을 의미한다.

## 같이 보기
- 방과후학교